# Мапат Лопес де Сатарайн
МаПат Лопес де Сатарайн (на испански: MaPat López de Zatarain), или само МаПат, е мексиканска продуцентка на теленовели, сестра е на акрисата Мария Марсела Лопес де Сатарайн и на оператора и продуцент Марко Винисио Лопес де Сатарайн.
През август 2018 г. компания Телевиса не поднови ексклузивните договори със своите продуценти, същата мярка беше предприета с актьорите на компанията в края на 2017 г. Сред продуцентите, засегнати от тази мярка, е МаПат. Последният ѝ проект за Телевиса е теленовелата Трябваше да си ти от 2018 г.

## Творчество

### Изпълнителен продуцент
- Трябваше да си ти (2018)
- Лъжовно сърце (2016)
- Сянката на миналото (2014/15)[3]
- Жената от Вендавал (2012/13)[4]
- Нито с теб, нито без теб (2011)[5]
- Кълна се, че те обичам (2008/09)
- Аз обичам неустоимия Хуан (2007)[6]
- Есенна кожа (2004)[7]
- Малки бълхи (2003)[8]
- Мария Белен (2001)
- Момчето, което дойде от морето (1999)
- Светлина на пътя (1997/98)
- Лус Кларита (1996)

### Мениджър продукция
- Два живота (1988)
- Опърничавата (1987)
- La gloria y el infierno (1986)
- Abandonada (1985)

### Асистент-продуцент
- La pasión de Isabela (1984)
- Un solo corazón (1983)

### Комедийни програми
- Al derecho y al derbez (1993-95)

### Актриса
- Нито с теб, нито без теб (2011)
- Аз обичам неустоимия Хуан (2007)
- Опърничавата (1987)

## Награди и номинации
Награди TVyNovelas
| Година | Категория            | Теленовела                | Резултат   |
| ------ | -------------------- | ------------------------- | ---------- |
| 2017   | Най-добра теленовела | Лъжовно сърце             | Номинирана |
| 2016   | Най-добра теленовела | Сянката на миналото       | Номинирана |
| 2016   | Най-добър екип       | Сянката на миналото       | Номинирана |
| 2008   | Най-добра теленовела | Аз обичам неустоимия Хуан | Номинирана |

Награди Bravo
| Година | Категория                     | Теленовела  | Резултат |
| ------ | ----------------------------- | ----------- | -------- |
| 2002   | Най-добра юношеска теленовела | Maria Belén | Печели   |

- Цялостно творчество за 20 години работа в Телевиса (2012)[11]